# Tề Bạch Thạch
Tề Bạch Thạch (giản thể: 齐白石; phồn thể: 齊白石; bính âm: Qí Báishí, hay Ch'i Pai-shih), (1 tháng 1 năm 1864 - 16 tháng 9 năm 1957), tên thật là Tề Thuần Chi là một họa sĩ, triện khắc gia nổi tiếng và kiệt xuất người Trung Quốc. Ông còn có biệt hiệu là Tề Hoàng (齊璜) và Tề Vị Thanh (齐渭清). Ông nổi tiếng với bút pháp đại tả ý, nét vẽ thâm hậu, sự vật trong tranh được khắc họa sinh động, hồn nhiên, bố cục mới mẻ.

## Cuộc đời
Ông sinh tại Tinh Đẩu, Tương Đàm, tỉnh Hồ Nam. Tên của ông là do các thầy dạy vẽ đặt cho ông bởi ông sinh ra ở núi Bạch Thạch.
Ông xuất thân trong một gia đình thuần nông nghèo khó và ông bị đau ốm liên miên lúc thơ ấu. Năm 9 tuổi, ông đến trường của ông ngoại ông dạy để học chữ nhưng sau đó 1 năm ông đã phải nghỉ vì nhà quá nghèo. Ở nhà, ông làm ruộng, chăn trâu, cắt cỏ và tự học chữ, học vẽ lúc rảnh rỗi rất miệt mài. 12 tuổi, ông đi làm thợ mộc để kiếm sống. Những nét vẽ trên gỗ của ông được chạm khắc rất tinh vi và sáng tạo nên chẳng mấy chốc đã nổi tiếng khắp vùng. 
Năm 27 tuổi, tên tuổi ông đã có tiếng tăm trong giới nghệ thuật và ông đã được suy tôn là bậc thầy về hội họa.
Đến năm 40 tuổi, ông đi tham quan nhiều thắng cảnh ở khắp Trung Quốc. Sau năm 1917, ông định cư tại Bắc Kinh và trong những năm tháng cuối đời, ông tiếp tục những "sáng tạo cuối đời." (衰年變法, suy niên biến pháp). Ông mất năm 1957 tại Bắc Kinh, hưởng thọ 93 tuổi.

## Sự nghiệp
Tài năng của ông là kết tinh của vốn sống thực tế với bản lĩnh vượt lên khó khăn, hết mình vì nghệ thuật. Ngay từ khi thơ ấu, ông đã khổ luyện, dành thời gian ghi chép, sưu tập, làm thơ. Sau đó, những chuyến đi xa thực tế đã cho ông một hành trang tri thức lớn lao. Đến khi tuổi cao, ông vẫn vẽ và không bao giờ thỏa mãn với những gì mình đã có. Ông từng nói:
Tôi vẽ tranh mấy chục năm rồi mà chưa thấy có gì là của mình, nên tôi quyết định đại biến
Ông nổi tiếng là một danh họa Trung Quốc với các tác phẩm màu nước linh động đầy sức sống. Những bức tranh của ông là những bức họa về sơn thủy, nhân vật, hoa điểu, động vật. Ông vẽ tranh về những con tôm đạt đến độ siêu phàm nhờ việc nuôi tôm và dành nhiều thời gian để quan sát chúng. Hay là việc ông vẽ những chú ong rất phóng khoáng, bay bổng nhằm diễn ý.
Những bức tranh của ông thường được ông viết chữ, làm thơ, khắc dấu triện trên tranh của mình. Tất cả đều được làm rất tỉ mỉ. Vì thế, ông được mệnh danh là bậc đại danh họa "Tam biệt chi tài"
Năm 1949, Ông được phong làm giáo sư danh dự của Học viện nghệ thuật Bắc Kinh.
Năm 1955, Hội đồng hòa bình thế giới trao giải thưởng và công nhận ông là Danh nhân văn hóa thế giới.
Đối tượng trong tranh vẽ của ông rất phong phú, từ thú vật, cảnh vật, đồ vật, đồ chơi, rau quả, vân vân. Quan điểm hội họa của Tề Bạch Thạch là "hội họa nằm giữa thực và ảo". Những năm cuối đời, đa số các tác phẩm của ông là về chuột, tôm, và chim.
Ông cũng rất giỏi khắc triện và tự gọi mình là "phú ông của ba trăm triện đá" (tam bách thạch ấn phú ông).
Năm 1953 ông được bầu làm chủ tịch Hiệp hội Hội họa Trung Quốc.